# Pavare anizoedrică

O pavare parțială a planului cu dale anizoedrice ale lui Heesch. Există două clase de simetrie ale pavărilor, una care conține dalele albastre și verzi și cealaltă care conține dalele roșii și galbene. După cum a demonstrat Heesch, această pavare nu poate acoperi planul cu o singură clasă de simetrie.

În geometrie, se spune că o formă este anizoedrică dacă admite o teselare, dar nicio astfel de pavare nu este izoedrică (tranzitivă pe fețe); adică pentru orice dală cu acea formă există două dale care nu sunt echivalente prin nicio simetrie a lor. O pavare cu dale anizoedrice este denumită pavare anizoedrică.

## Existență
Prima parte a problemei a optsprezecea a lui Hilbert a ridicat problema dacă există un poliedru anizoedric în spațiul euclidian tridimensional; Grünbaum și Shephard sugerează că Hilbert presupunea că nu există o asemenea pavare a planului. Reinhardt a răspuns problemei lui Hilbert în 1928, găsind exemple de astfel de poliedre și a afirmat că demonstrația sa că nu există astfel de pavări ale planului va apărea în curând. Totuși, Heinrich Heesch a prezentat un exemplu de pavare anizoedrică a planului în 1935.

## Dale convexe
Inițial, Reinhardt a analizat problema poligonului convex anizoedric, arătând că nu există hexagoane convexe anizoedrice. Însă nu a putut arăta că nu există astfel de pentagoane convexe, dar a găsit cele cinci tipuri de pentagoane convexe care pot pava planul, izoedric. Kershner a prezentat în 1968 trei tipuri de pentagoane anizoedrice convexe, una dintre aceste dale având doar izometrii directe fără reflexii sau reflexii translate, răspunzând astfel la o întrebare a lui Heesch.

## Numere izoedrice
Problema pavării anizoedrice a fost generalizată spunând că numărul izoedric al unei pavări este cel mai mic număr de orbite (clase de echivalență) ale dalelor din orice pavare cu acea dală sub acțiunea grupului de simetrie al acelei pavări, și că o dală cu numărul izoedric k este k-anizoedrică. Berglund a ridicat problema dacă există dale k-anizoedrice pentru orice k, dând exemple pentru k ≤ 4 (exemple de dale 2 și 3-anizoedrice fiind cunoscute anterior, în timp ce dala 4-anizoedrică dată a fost prima dală de acest fel publicată). Goodman-Strauss a considerat acest lucru în contextul întrebărilor generale despre cât de complex poate fi comportamentul unei dale sau al unui set de dale, remarcând un exemplu 10-anizoedric de Myers. Grünbaum și Shephard au ridicat anterior o problemă asemănătoare, ușor diferită.
Socolar a arătat în 2007 că numere izoedrice arbitrar de mari pot fi obținute în bidimensional dacă dala este discontinuă sau are constrângeri pe laturi asupra culorilor care pot fi adiacente, iar în tridimensional cu o dală (celulă) conexă necolorată, observând că în bidimensional pentru o dală conexă necolorată cel mai mare număr izoedric cunoscut este 10.
Joseph Myers a produs o colecție de dale cu numere izoedrice mari, în special un polihexagon cu numărul izoedric 10 (care apare pe 20 de orbite la translație) și altul cu număr izoedric 9 (care apare pe 36 de orbite la translație).